# Jean Grae
Jean Grae (ur. 26 listopada 1976 w Kapsztadzie jako Tsidi Ibrahim, znana na scenie muzycznej również pod pseudonimem What? What?) – amerykańska raperka i producentka muzyczna. Oprócz działalności solowej współpracowała z innymi artystami, między innymi z Talibem Kwelim i Quelle Chrisem.

## Życiorys i kariera muzyczna

### Początki
Tsidi Ibrahim urodziła się w Kapsztadzie w Republice Południowej Afryki jako córka znanych miejscowych muzyków jazzowych: Abdullaha Ibrahima i Sathimy Bei Benjamin. Dzięki nim już we wczesnym wieku zetknęła się z muzyką. Gdy miała 3 miesiące, jej rodzice przeprowadzili się do Stanów Zjednoczonych. Powodem przeprowadzki były niepokoje społeczne, utrzymujące się w następstwie masakry w Soweto. Mając 10 lat otrzymała obywatelstwo amerykańskie.
Uczęszczała do High School of Performing Arts na kierunek wokalny, a później została przyjęta na New York University na kierunek biznes muzyczny. Jeszcze w liceum nauczyła się czytać nuty i aranżować muzykę. Nie wytrzymała długo na uniwersytecie i porzuciła go po zaledwie kilku miesiącach. W tym czasie otaczała się członkami bohemy artystycznej, a podczas swoich wędrówek po nowojorskiej scenie muzycznej poznała Taliba Kweliego i Mos Defa, którzy podzielali jej zainteresowania poezją i muzyką. Coraz bardziej sympatyzowała ze sceną hip-hopową i wkrótce sama zaczęła pisać teksty i rapować.

### Kariera muzyczna
W połowie lat 90. Ibrahim, znana wtedy jako What? What?, wstąpiła do zespołu Natural Resource, który tworzyli obok niej raperzy DJ Aggie oraz Ocean. Zespół ten debiutował w 1996 roku 12-calowym singlem „Negro League Baseball”, wydanym przez wytwórnię Ekapa RPM, należącą do ojca artystki. Zespół wydał jeszcze jeden singiel, po czym w 1998 roku rozpadł się. Ibrahim zmieniła pseudonim z What? What? na Jean Grae. Przybrała go jako wyraz uznania dla Jean Grey, superbohaterki komiksów o X-Menach. Wzięła udział w nagraniu utworów takich wykonawców jak: The Herbaliser, The High & Mighty, Mr. Len, Da Beatminerz i Masta Ace oraz w realizacji albumu Mumia 911 i singla „Hip-Hop for Respect”.
Kolejnym ważnym wydarzeniem w jej karierze było spotkanie z szefem niewielkiej wytwórni Third Earth, Kimanim Rogersem. Oboje poznali się za pośrednictwem internetowego serwisu randkowego po czym rozpoczęli wspólnie prace nad solowym debiutem Grae, przy wsparciu wspomnianych wcześniej artystów. W sierpniu 2002 roku ukazał się na rynku debiutancki album artystki, Attack Of The Attacking Things.
Następnie Grae podpisała kontrakt z wytwórnią Babygrande wydając pod jej szyldem w 2003 roku The Bootleg of the Bootleg, a w roku następnym This Week. W 2004 roku przystąpiła do realizacji swojego kolejnego albumu, Jeanius, którego produkcją zajął się 9th Wonder. Album miał ukazać się już w 2004 roku, ale data jego premiery przeciągała się, a jego utwory zaczęły być rozpowszechniane w sieci.

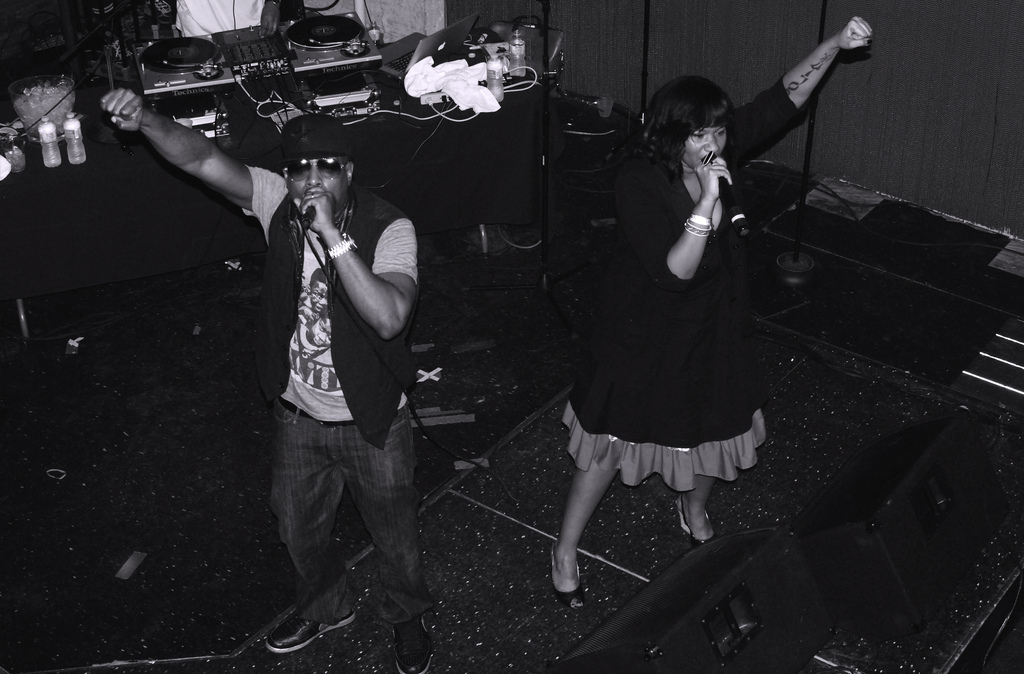
Talib Kweli i Jean Grae podczas wspólnego występu (2010)

Po odejściu z Babygrande Grae podpisała w 2005 roku kontrakt z wytwórnią  Blacksmith Taliba Kweliego. Wytwórnia ta wydała w 2008 roku opóźniony album Jeanius, ale jej poprzednia wytwórnia wciąż posiadała prawa do niedokończonych wersów i bitów, nad którymi pracowała w ramach kontraktu – i miała zamiar wycisnąć z nich jak najwięcej gotówki. Najpierw Babygrande wydała The Orchestral Files, rozległy wybór wersów i luźnych piosenek, do których miała prawa; następnie wydała The Evil Jeanius, zbiór wersów Jean Grae osadzonych na bitach duetu producenckiego Blue Sky Black Death. Artystka nie była z tego zadowolona, mówiąc jednemu z tygodników z Kolorado: „Nawet nie znam tych piosenek. Po prostu wzięliście mój wokal i bity i nazwaliście to nowym albumem? Pieprzyć Babygrande”.
Rozczarowanie Grae przemysłem muzycznym sprawiło, że na kilka lat wstrzymała występy na żywo i nagrywanie. Po 2011 roku wydała kilka mikstejpów i EP-ek. Znalazł się wśród nich album Gotham Down (2013, 18 plików FLAC) oraz album instruktażowy dla dorosłych, zatytułowany That's Not How You Do That: An Instructional Album For Adult (2014, 11 plików MP3. Również w 2014 roku wydała książkę audio, zatytułowaną The State of Eh. A Read Along Album Book Thing. Równolegle zajęła się działalnością filmową. W 2013 roku wystąpiła w filmie Neila Drumminga, Big Words, a pod koniec grudnia tego samego roku wyprodukowała i opublikowała na swojej stronie internetowej 30-minutowy sitcom, Life With Jeannie.
W grudniu 2017 roku zaręczyła się ze swoim współpracownikiem, raperem i producentem Quelle Chrisem. Oboje nagrali również album zatytułowany Everything's Fine, który został wydany przez Mello Music Group w marcu 2018 roku spotykając się z uznaniem krytyków. Sheldon Pearce z magazynu Pitchfork określił go jako „świetny punkt wejścia do ich katalogów, album, który wydobywa to, co najlepsze z obu MC, jako wykonawców i producentów”, zaś magazyn Exclaim! zaliczył wydawnictwo do 10 najlepszych albumów hip-hopowych roku 2018. W sierpniu tego samego roku Grae i Chris pobrali się.
Na 18 marca 2025 roku zapowiedziano premierę autobiograficznej książki Grae, In My Remaining Years (wydawca Macmillan Publishers, ISBN 978-1-250-85753-8).

## Dyskografia

### Albumy studyjne
- Attack Of The Attacking Things... The Dirty Mixes (2002)
- This Week (2004)
- Jeanius (2008)
- The Evil Jeanius (2008, z Blue Sky Black Death)
- The Orchestral Files (2008, kompilacja nie wydanych wcześniej nagrań)
- Everything's Fine (2018, z Quelle Chrisem)

### EP-ki
- The Bootleg Of The Bootleg EP (2003)
- Hater's Anthem (2003)
- Jean Grae's CHRISTMAKWHANNUVUSWALIYEARS (2015)

### Inne wydawnictwa
- The Official Bootleg (2003)
- The Grae Mixtape (2004)
- The Grae Files (2004)
- Hurricane Jean (The Jeanius Strikes Again) (2005)
- Hurricane Jean The Mixtape (2005)
- Cookies Or Comas (2011, z DJ Dramą)
- Gotham Down Deluxe (2013)
- That's Not How You Do That: An Instructional Album For Adults (2014)
- The State Of Eh. A Read Along Album Book Thing. By Jean Grae (2014)
- That's Not How You Do That Either: Yet Another Instructional Album For Adults (2015)
- That's Still Not How You Do That: An Instructional Album For Adults (2016)
- You F**king Got This Sh!t: Affirmations For The Modern Persons (2022)
- Best of Jean Grae (Album Sampler) (rok nieznany)